# アギナルド記念館

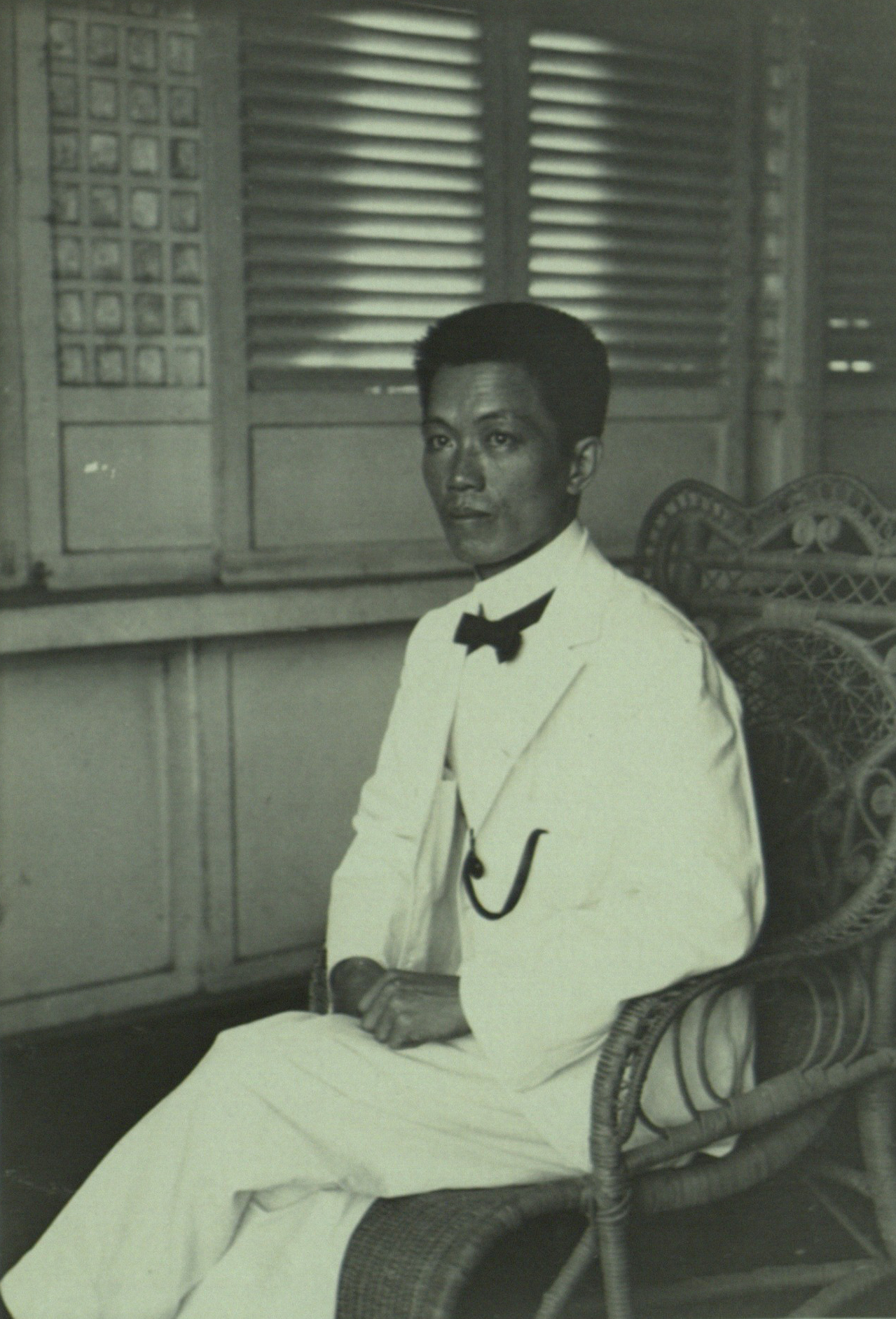
エミリオ・F・アギナルド

エミリオ・アギナルド記念館（エミリオ・アギナルドきねんかん タガログ語: Dambanang Emilio Aguinaldo, 英: Emilio Aguinaldo Shrine）は、フィリピンのカビテ州カウィトゥにある国の史跡で博物館相当施設。1898年にスペインからフィリピンが独立を宣言した日にちなみ、政府高官が毎年6月12日に国旗掲揚の儀式を行う。この日は現地では独立記念日アラウン・カラヤアン（タガログ語: Arawng Kalayaan）と呼ぶ国民の祝日である。

## 来歴
記念館はエミリオ・アギナルドの生家で、元はフィリピン古来の家屋様式の木造でわらぶき屋根の家を1845年に建てた。1849年に立て直し、1869年3月22日にそこでアギナルドが生まれている。アギナルドは初代フィリピン大統領であった時期と、同国第一共和国唯一の大統領としてここを公邸とした。

### 独立記念日

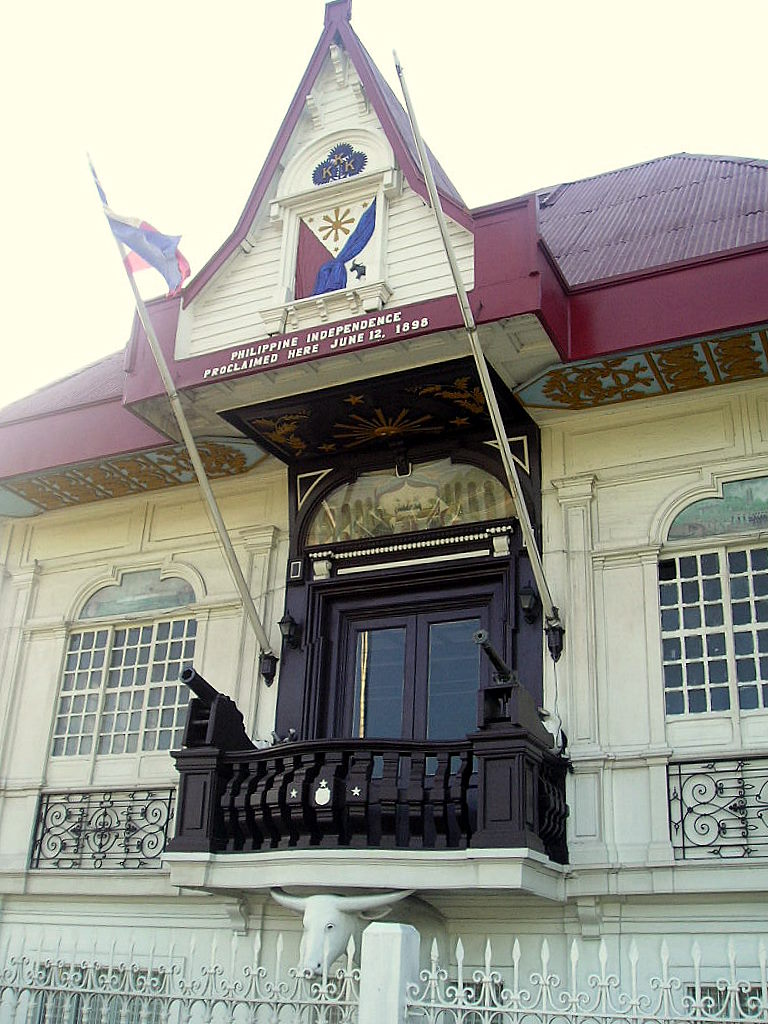
独立宣言のバルコニー

1898年6月12日、スペインからの独立が大ホールの窓から宣言された。フィリピン独立宣言の原文は、作家のアンブロシオ・リアンサレス・バウティスタが起草したものである。マロロス議会による独立宣言の批准は、1898年9月21日であった。
アギナルド大統領が1919年から1921年にわたり自邸を大幅に増築したおかげで内外装が整い、旗と国の記念碑にふさわしくなった。凝った造りの「独立バルコニー」を増築したのもこの時で、以降、大統領と最高幹部がフィリピン独立記念日の祝賀にそこに立つことになる。つまり、このバルコニーは1898年の独立宣言の時にはなかった。
アギナルドは生前の1963年6月12日に「1896年のフィリピン革命によりスペインの植民地を脱した精神の末永い継承のため」自邸をフィリピン政府に寄贈した。

### 国旗と国歌
独立記念式典が1898年5月28日に開かれ、エミリオ・アギナルドがデザインしたフィリピンの旗は正面の窓からうやうやしく掲げられた。この旗が最初に翻ったのはその2週間前、アラパン戦線（イムス）であった。このとき、国旗掲揚に合わせて演奏されたフィリピンの国歌も、アルテミオ・リカルテ将軍配下のマーチングバンドによって初演された。器楽曲にホセ・パルマの歌詞がつくのは1899年を待つことになる。

### 国定史跡に指定
エミリオ・F・アギナルドは1964年2月6日、ケソン市の退役軍人記念医療センター（Veterans_Memorial_Medical_Center）で息を引き取った。94歳であった。同年、政府はディオスダド・マカパガル大統領が共和国布告第4039号に署名し、6月18日に国の史跡に定められた旧邸は記念館となった。

## 解説

### アギナルド公園
川に接する敷地は、かつて、にぎやかな通りに面していた。区画整理を経て1998年のフィリピン建国百周年記念に開いたアギナルド公園となり、現在は当館の敷地に組み込まれた。長い遊歩道が伸び、プールが2基あって、アギナルドの銅製の騎馬像がたたずむ。

### 本館

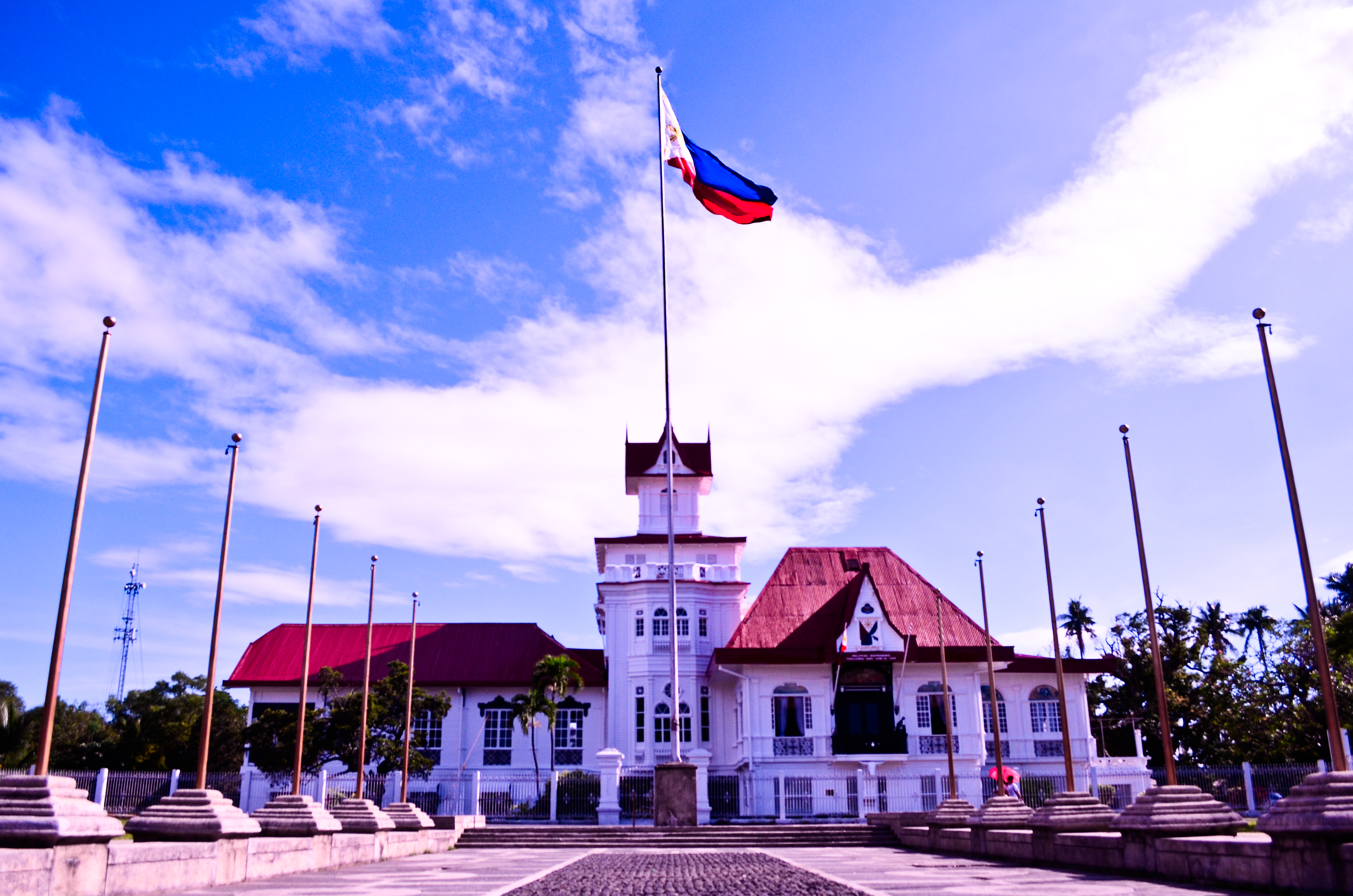
増築したバルコニー（塔の右）

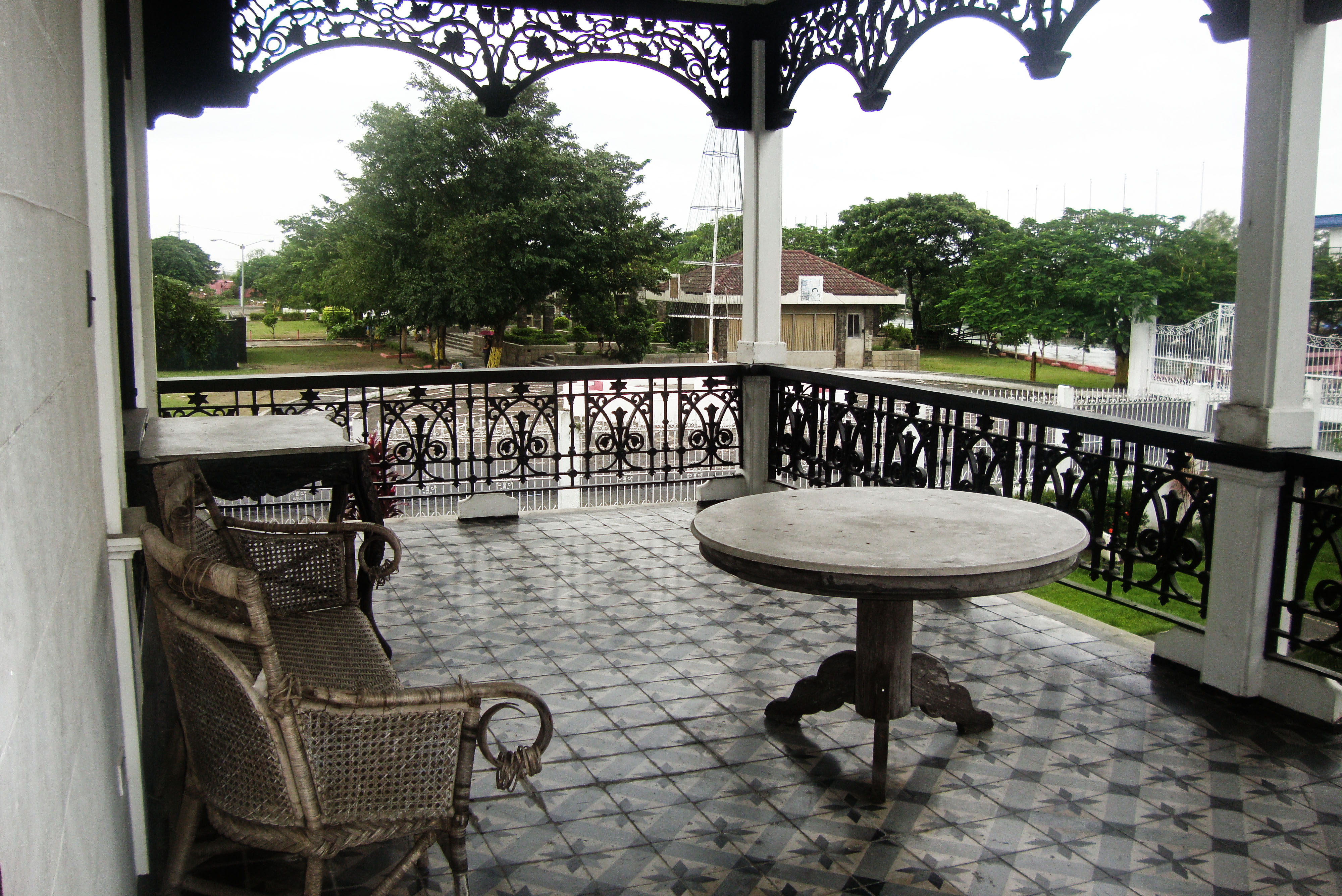
西棟2階のテラス〈罪人の殿堂〉

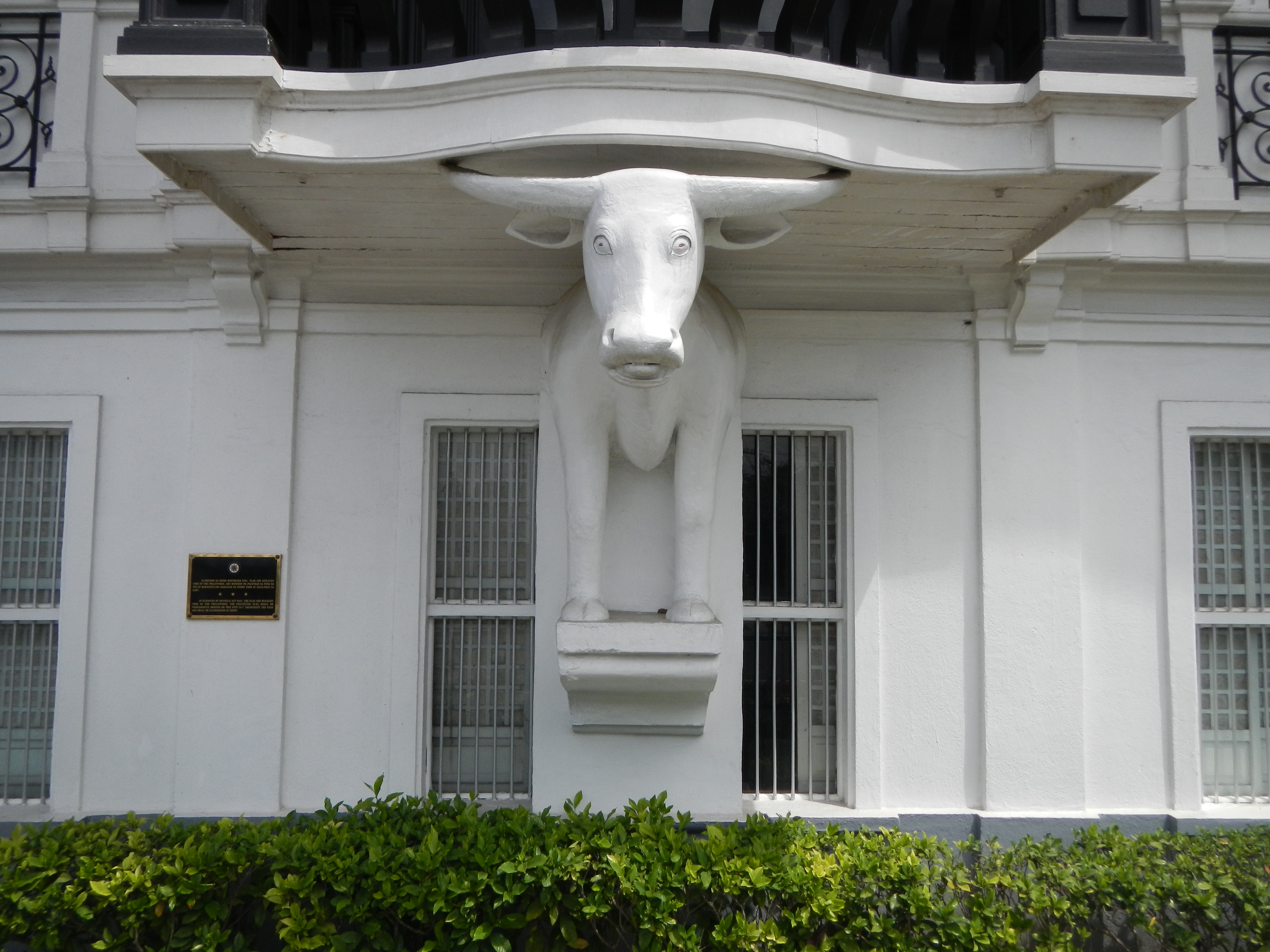
外壁の水牛の飾り

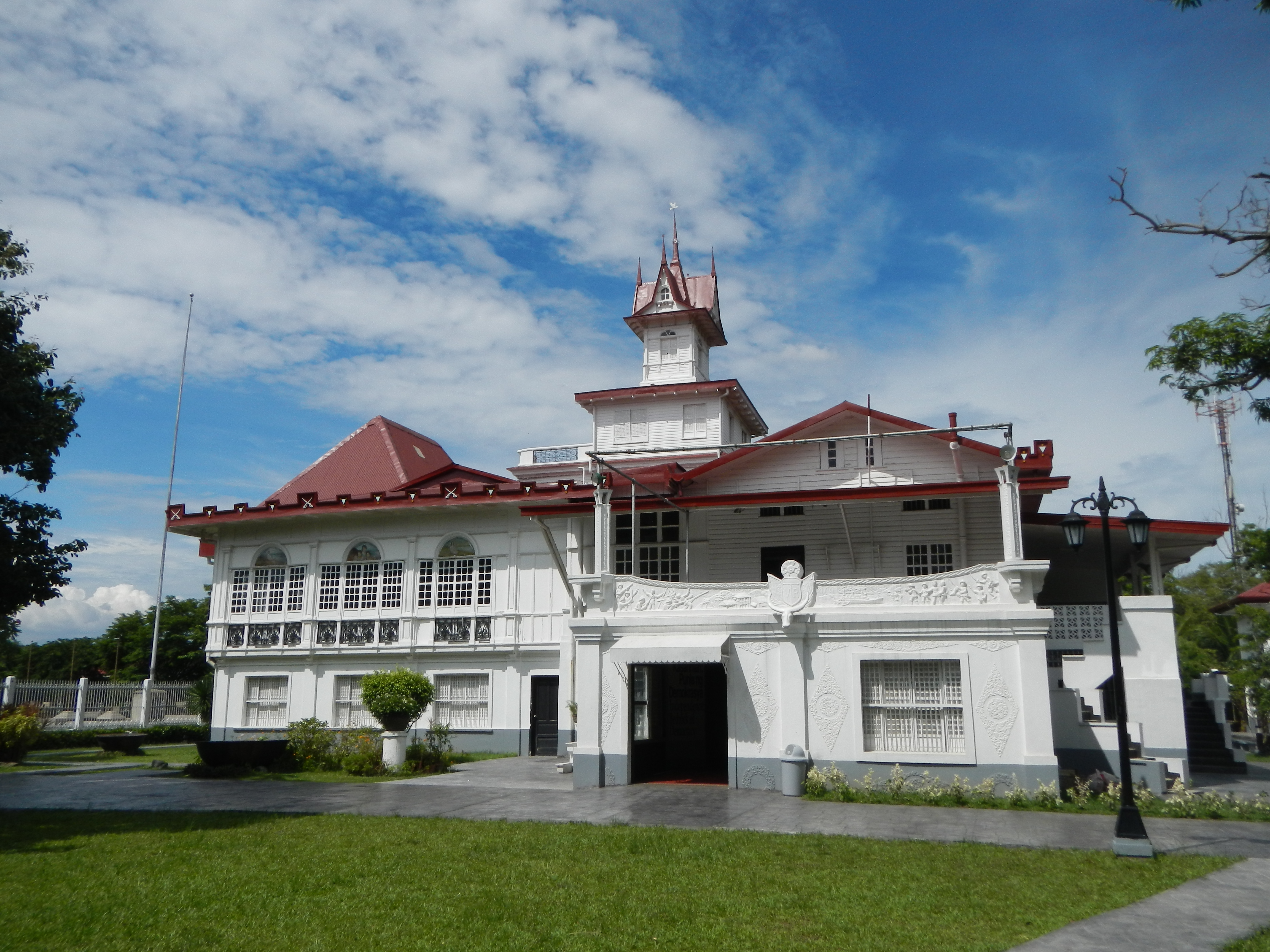
東棟の端

アギナルド自身の設計による邸は、延べ床面積およそ1300 m2である。祖国を象徴するモチーフをそこかしこにあしらってアンティーク家具を並べ、また書類や武器の隠し場所や秘密の通路を特徴とする。建物は3つの部分に分かれ、西側に本館、東側に家族棟、それを結ぶ5階建ての中央棟の塔屋は、最上部に尖塔をいただく。中三階をひとつの階と数えて「6階建て」と称する例がある。従来、当時の家の設計の典型にならい、1階に壁はなかったところを区分し、現在はアギナルドゆかりの品その他、歴史的遺物を展示する。ホログラムを用いて、1898年6月12日の独立宣言前夜のアギナルドを描いた展示が見られる。
2階大広間は会議室に使われ、1898年当時は現在のバルコニーは存在せず、大広間の窓から独立宣言を読み上げた。バルコニーは1919年の改装時に付け加えたもので、やはりアギナルドが自ら設計した。同じ階のダイニング（食堂）は、天井に施されたフィリピン国土の浮き彫り地図が見どころである。この階には厨房のほか、アギナルドの寝室、別の会議室があり、西棟の端は屋根をかけたテラスである。スペイン当局に対する武装蜂起を密かに図っていたアギナルドは、この翼棟のバルコニー（アゾテア）に「ガレリア・デ・ロス・ペカドレス」（罪人の殿堂）と名付けた。東棟には将軍の娘3人それぞれに個室を与えていた。
大ホールを見下ろす中三階に図書室がある。さらに階段を上ると、3階の「大使室」は将軍の女婿ホセ・メレンシオ大使が使った書斎である。次の4階にはアギナルドが後半生に使った別の寝室を置く。タイル張りのテラスからの往時の眺めは素晴らしく、遠くマニラまで見渡せた。非常に狭いはしごはアギナルドのお気に入りと伝わっており、塔の頂上へ通じる。

### 庭園

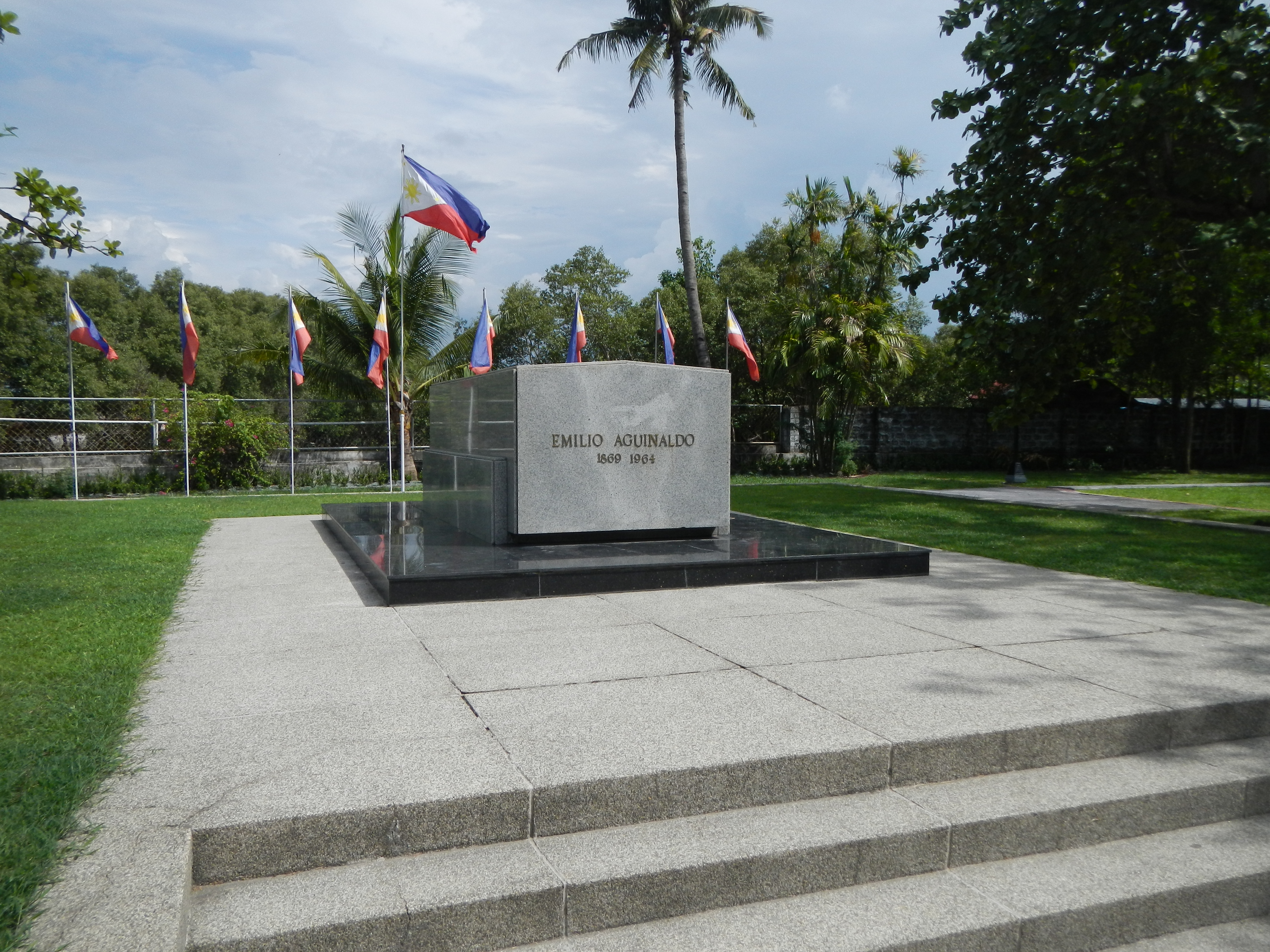
エミリオ・アギナルドの墓所

緑豊かな邸宅の敷地は東に川、南は養魚池に接する。屋外の展示ケースに収まる1924年製パッカードのリムジンは、アギナルドの自家用車であった（2009年11月修復）。
裏庭の墓所に初代大統領が永眠する。

### 資料展示室
建物の1階に設けたアギナルドの資料展示室は、フィリピン国家歴史委員会が管理する。